# Schore (Nederland)
Schore is een dorp in de gemeente Kapelle, in de Nederlandse provincie Zeeland. Het dorp is gelegen op Zuid-Beveland en heeft 490 inwoners (1 januari 2023). Tot 1941 vormde het dorp samen met de nabijgelegen buurtschap Vlake een zelfstandige gemeente Schore, die hierom soms ook Schore en Vlake werd genoemd.
Tijdens de Tweede Wereldoorlog werd het dorp zwaar gehavend. Zo moest er een geheel nieuwe kerk worden gebouwd en werd ook het gemeentehuis verwoest. Hierdoor werd de tot dan toe zelfstandige gemeente Schore in 1941 opgeheven en bij het naburige Kapelle gevoegd. Iets wat tot op de dag van vandaag zo is gebleven. Voor overige voorzieningen zoals de supermarkt en de huisarts is het dorp vooral aangewezen op het vlakbij gelegen Hansweert.

## Geboren in Schore
- Jo de Roo (1937), wielrenner